# Vêtements anglo-saxons
Les vêtements anglo-saxons sont les vêtements et accessoires portés par les Anglo-Saxons du milieu du Ve siècle au IXe siècle.

## Contexte
Au début du Ve siècle, les légions romaines quittent la Grande-Bretagne, mettant un terme à quatre siècles de présence impériale dans la région. L'île connaît à partir du milieu du siècle l'arrivée de peuples germaniques, les Anglo-Saxons. La période anglo-saxonne de l'histoire de l'Angleterre peut être divisée en trois phases : une première phase jusqu'au début du VIIe siècle, une deuxième phase du VIIe au IXe siècle, et une dernière phase comprenant les Xe et XIe siècles.
Durant cette période, vêtements et accessoires constituent des marqueurs de genre, d'âge, d'ethnie, de région, de métier et de statut social. Les premiers immigrants germaniques expriment leur identité à travers leur choix d'habits et d'accessoires. Par la suite, le costume anglo-saxon subit l'influence de la mode européenne, mais aussi de l'art continental et des emblèmes chrétiens. Le motif de la croix apparaît sur des broches dès la fin du VIe siècle dans le royaume de Kent, puis sur des fermoirs d'épaule et des boucles de ceinture à partir du VIIe siècle.
Les vêtements peuvent être classés en différentes catégories, de l'utilitaire à l'opulent en passant par le symbolique. En règle générale, les roturiers possèdent un habit principal qu'ils portent tous les jours. Cet habit provient généralement du recyclage d'habits plus anciens et d'objets hérités. Les individus de plus haut rang possèdent plusieurs habits, souvent fabriqués avec des matériaux plus coûteux et de meilleure qualité et décorés avec soin.
Les fouilles menées dans les cimetières anglo-saxons constituent la principale source d'information concernant les vêtements portés à l'époque. Les pratiques païennes d'inhumation consistent à enterrer le défunt tout habillé avec divers objets. Les tombes féminines des Ve et VIe siècles sont particulièrement riches en objets d'habillement. C'est moins le cas pour les tombes masculines, qui ne livrent généralement que des morceaux de ceintures et quelques épingles. Grâce à ces objets, ainsi qu'à l'analyse de la littérature et des autres productions artistiques, il est possible de reconstituer le costume anglo-saxon typique de cette période.
Les pratiques d'inhumation évoluent après la christianisation de l'Angleterre : à partir du VIIIe siècle, les tombes ne comprennent plus que de rares objets, comme des couteaux ou des ceintures. L'absence d'accessoires rend la reconstitution du costume anglo-saxon plus difficile à partir de cette période.

## Le costume féminin

### VeetVIesiècles

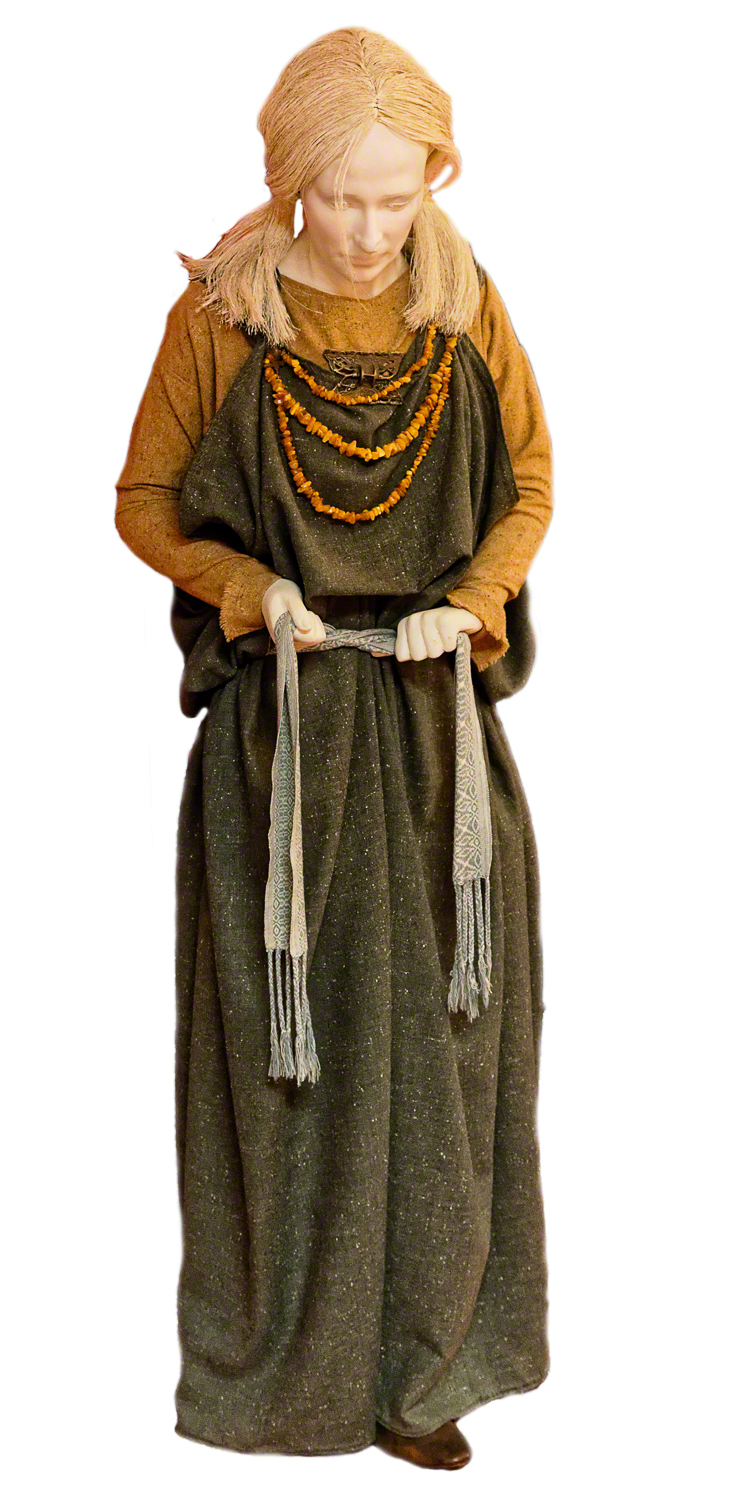
Reconstitution d'un costume féminin à West Stow.

Durant cette période, le costume féminin typique est constitué d'un vêtement long similaire au péplos grec relevé sous les aisselles. Le nom vieil-anglais de ce vêtement n'est pas connu. Il est porté au-dessus d'un sous-vêtement, le plus souvent une autre robe. L'avant et l'arrière du costume sont attachés au niveau des épaules par deux broches. La robe peut être attachée par une ceinture ou une gaine et s'ajuste facilement au poids de la femme qui la porte. Ce vêtement peut être en lin comme en laine, un choix relevant soit d'effets de mode, soit de préférences régionales.
Il est possible que les vêtements soient doublés de fourrure, ou qu'il existe des vêtements en fourrure, mais ce matériau est très peu attesté dans les cimetières anglo-saxons, car il se conserve très mal. Néanmoins, les sources littéraires attestent de l'utilisation d'habits en fourrure, mais surtout durant la période anglo-saxonne tardive.
Ce n'est qu'à partir de la fin du VIe siècle que les chaussures commencent à être attestées dans les tombes. Dans les manuscrits enluminés, les paysans sont figurés pieds nus, ce qui pourrait indiquer que le port des chaussures n'est devenu la norme qu'à partir de la période centrale. Les attaches en matériau organique (bois, corne, os…) sont rares, bien que l'expertise anglo-saxonne dans le travail de ce type de matériau soit attestée par ailleurs dans les fouilles menées sur les sites urbains. De rares fragments de cuir subsistent, attachés à des boucles de ceinture ou à des bracelets. Ce matériau sert principalement à fabriquer des ceintures, des gaines et des manches, même si ces pièces peuvent aussi être fabriquées en tissu.

### VIIeauIXesiècle
La christianisation de l'Angleterre s'accompagne d'une ouverture à l'art religieux et à la mode de l'Europe continentale, entraînant une évolution du costume féminin. Elle débute dans la deuxième moitié du VIe siècle dans le royaume de Kent avant de se propager dans le reste de l'Angleterre au début du VIIe siècle. L'influence de l'Europe du Nord décroît au profit de celle des royaumes francs et de l'Empire byzantin, marquant un renouveau de la culture romaine. L'utilisation du lin pour la confection des vêtements et des sous-vêtements augmente.
L'utilisation des broches par paire disparaît, sauf pour de très petites broches annulaires ou penannulaires. Des broches rondes plus grandes et décorées sont parfois portées seules. Le VIIe siècle voit l'apparition de l'épingle. Les décorations à base de perles se font moins nombreuses à partir de la fin du VIIe siècle, tandis que des colliers en fil d'or et d'argent font leur apparition, ainsi que de petits crucifix d'orfèvrerie, symboles de foi pour les Anglo-Saxons convertis. Des perles en améthyste commencent à être attestées durant cette période, tandis que l'ambre cesse pratiquement d'être utilisé.

### XeetXIesiècles

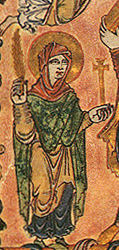
La Vierge Marie sur une charte de 966.

Durant cette période, la croissance urbaine offre davantage de choix dans les textiles, les vêtements et les accessoires, tandis que la production en série diminue le prix de ces objets. Les femmes les plus aisées ont également accès à des tissus plus fins et des bijoux plus raffinés.
De nombreux termes apparaissent dans le lexique vieil-anglais pour désigner le manteau : basing, hacele, mentel, rift, entre autres. La mode est au manteau symétrique drapé autour des épaules et attaché à l'aide d'une broche, mais sa popularité décroît. Les textes décrivent des manteaux à capuche avec une broche circulaire en guise d'attache. Sur les représentations picturales, les femmes portent des manteaux sans manches, avec ou sans capuche. Lorsqu'elles ont la tête couverte, c'est souvent avec une écharpe enroulée autour de la tête et du cou ou bien une pièce de tissu unique laissant le visage à l'air libre. Ces représentations reflètent peut-être une influence proche-orientale. Les femmes sont illustrées portant des robes ajustées qui descendent jusqu'aux chevilles, avec des bords distincts, souvent d'une couleur différente. Au Xe siècle, les femmes ont généralement les bras couverts. Leurs manches sont droites, souvent décorées de galons ou de broderies.

En termes d'accessoires, les gaines et ceintures auxquelles on peut suspendre des outils ou des objets personnels, populaires aux Ve et VIe siècles, sont passées de mode au Xe siècle. D'après les représentations picturales, les femmes portent de simples chaussons ou des chaussures remontant jusqu'à la cheville. Elles sont généralement noires avec une bande de couleur au sommet. L'archéologie a permis d'identifier une grande variété dans les chaussures pour femmes. 

## Le costume masculin
Les fouilles de sépultures n'offrent que des indications limitées concernant les vêtements portés par les hommes anglo-saxons. Ces derniers sont souvent enterrés avec des armes, mais les accessoires vestimentaires sont moins courants que dans les tombes féminines, à l'exception des boucles de ceinture. Faute d'épingles, broches et autres agrafes, il subsiste donc moins de traces textiles dans les tombes masculines, mais les rares échantillons découverts étaient dans un état de conservation suffisamment bon pour permettre des analyses. La reconstitution du costume anglo-saxon masculin repose d'abord sur les textes, œuvres d'art et découvertes archéologiques en Europe du Nord-Ouest et en Scandinavie. Au IIe siècle, les auteurs romains mentionnent les vêtements en fourrure et en peau des tribus germaniques. L'introduction du métier à tisser vertical en Germanie, vers 200, permet l'apparition de vêtements en laine qui remplacent peut-être ou réduisent en tout cas la prédominance de la fourrure et de la peau.

### VeetVIesiècles

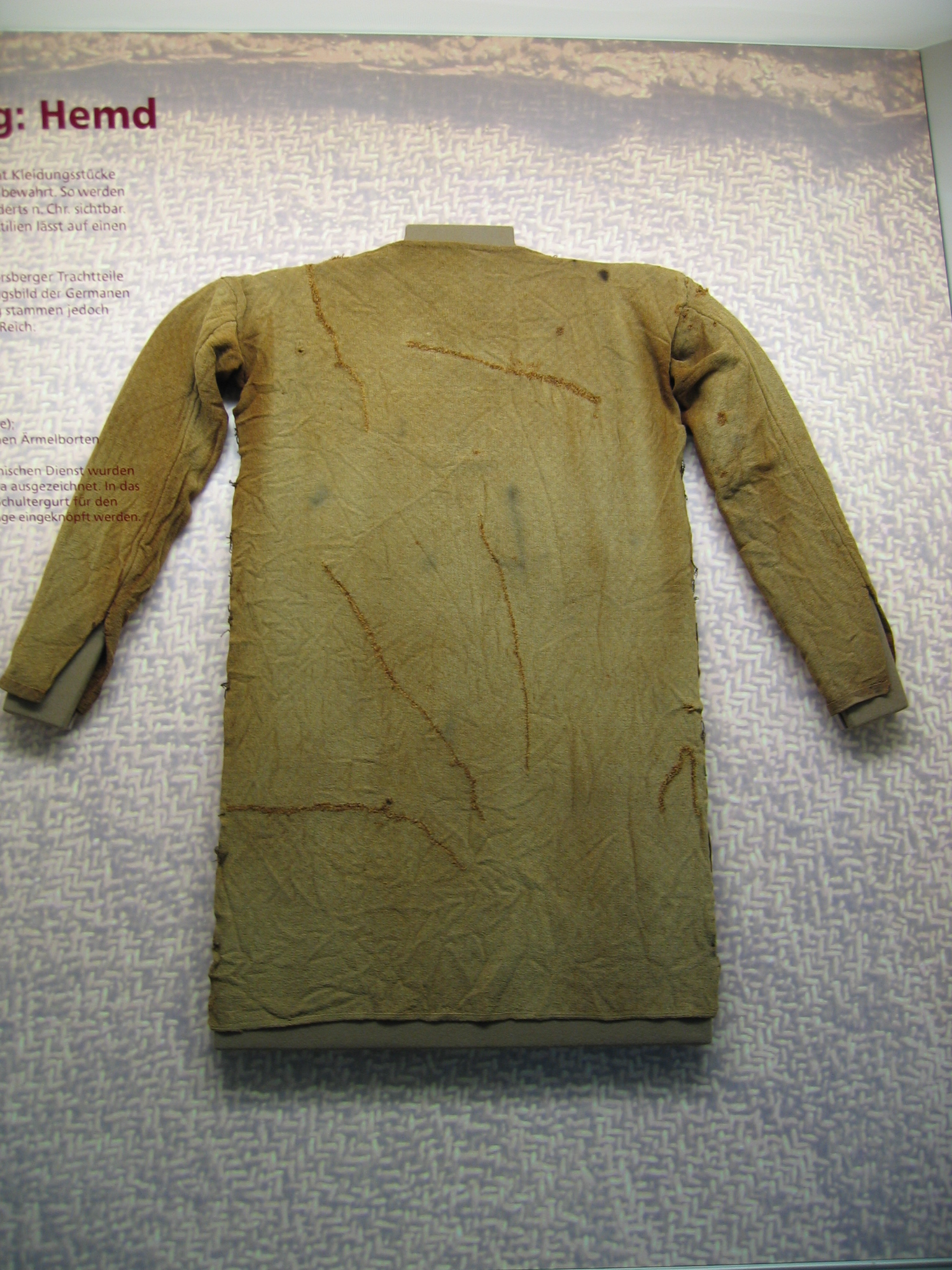
Une tunique germanique du IVe siècle découverte à Thorsberg, en Allemagne.

Les vêtements des hommes anglo-saxons sont à cette époque les mêmes quel que soit le rang social de leur porteur. Ils comprennent manteau, tunique, pantalon, bas et accessoires. Des manteaux courts apparaissent dans les sculptures romaines représentant des prisonniers germains. Ces manteaux sont en tissus et fixés à l'épaule. Des manteaux similaires apparaissent sur les illustrations de la période anglo-saxonne tardive, où ils sont fixés à l'aide de broches rondes, et il est vraisemblable que les Germains qui ont migré en Angleterre en portent de similaires. L'absence de broches dans les tombes masculines de cette époque peut s'expliquer de différentes manières : il est possible qu'elles aient été en matériaux périssables, que les manteaux aient été fixés à l'aide de lacets ou qu'ils n'aient tout simplement pas eu besoin de système de fixation pour les porter.
La pauvreté des tombes masculines contraint les archéologues à se tourner vers d'autres sources pour tenter de reconstituer le costume masculin anglo-saxon, comme les textes d'auteurs romains ou les hommes des tourbières scandinaves. Il comprend vraisemblablement un manteau court en fourrure, le côté peau vers l'extérieur et le côté poilu vers l'intérieur,. Les auteurs et sculpteurs romains représentent les Germains vêtus de tuniques longues (jusqu'au genou) ou plus courtes, avec des manches longues ou courtes. Ce sont des vêtements d'un seul tenant, qui ne nécessitent aucune épingle pour tenir en place. Ils portent généralement une ceinture, peut-être munie d'une boucle.
Des vers d'Ovide et des statues romaines présentent des Germains vêtus de pantalons, ce qui suggèrent que les Anglo-Saxons en portent également. Ils sont sans doute maintenus à la taille par une ceinture et peut-être fixés aux jambes à l'aide de jarretières ou de culottes s'ils sont serrés. S'ils sont bouffants, le tissu en trop est sans doute passé autour de la taille pour pendre autour des jambes. La linguistique suggère qu'il existe deux types de protections pour les jambes. Le premier est un bas fait en cuir ou en tissu, tandis que le second se compose de bandes de tissu ou de laine enroulées autour des jambes. Les cimetières anglo-saxons des Ve et VIe siècles ne présentent aucune trace de chaussures. Il est probable que les Anglo-Saxons vont pieds nus, notamment les paysans, bien que la linguistique suggère l'existence de plusieurs types de chaussures dès cette époque, peut-être utilisées en dehors du temps de travail. Elles sont vraisemblablement en cuir avec des lacets. Chapeaux et capuchons sont fréquents, de même que les gants et mitaines.
Les ceintures sont le seul accessoire d'habillement fréquemment retrouvé dans les tombes masculines, avec parfois même des traces de cuir encore collées aux boucles en métal. Elles sont généralement plus travaillées que celles des femmes. Leurs porteurs y accrochent souvent un couteau, divers outils et parfois des amulettes. Les bijoux sont très peu attestés. Les quelques perles retrouvées dans les tombes masculines appartiennent peut-être à l'origine aux décorations d'une ceinture ou d'une arme. La littérature vieil-anglaise suggèrent que les hommes portent souvent des bagues, mais rares sont les tombes masculines à avoir fourni ce genre d'objet.

### VIIeauIXesiècle

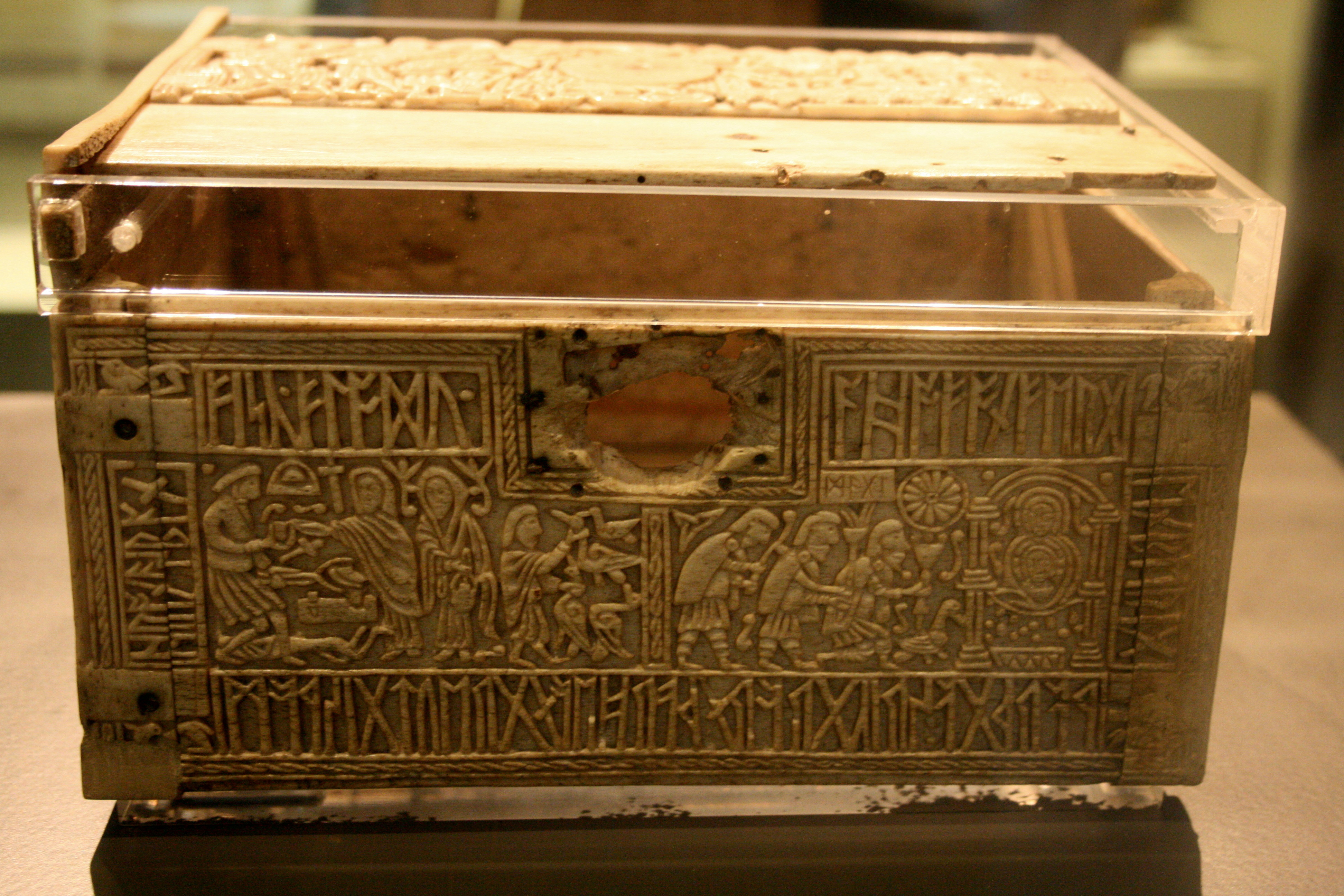
Un panneau du coffret d'Auzon.

Cette période voit la disparition des tombes à mobilier, mais aussi quelques-unes des tombes masculines les plus riches de toute la période anglo-saxonne, à l'image de la sépulture royale de Sutton Hoo,. Les textes de Bède le Vénérable, Aldhelm et Paulus Catena indiquent que le lin constitue le textile de prédilection dans l'Angleterre du VIIIe siècle, davantage que la laine. Les lettres échangées par le roi Offa et Charlemagne suggèrent que les vêtements anglo-saxons sont similaires à ceux de l'Empire carolingien : une tunique courte portée sur une chemise de lin, une culotte du même tissu avec de longs bas. Un manteau vient compléter ce costume en hiver.
Le manteau (tel qu'il apparaît par exemple dans les décorations du coffret d'Auzon) est constitué d'une pièce de tissu rectangulaire attaché de manière à apparaître plissé ou replié. Il est fixé sur l'épaule droite à l'aide d'une broche. Les illustrations du IXe siècle présentent différents types de manteaux, avec ou sans capuche, parfois avec une ceinture à la taille. Les ceintures de cette période sont moins larges qu'auparavant et il est plus rare de voir des outils y être fixés. Une autre sorte de manteau apparaît à cette époque, qui se replie sur le devant et descend jusqu'au genou et présente des manches droites décorées. La veste fait également son apparition, faite en fourrure pour les plus riches, sinon en lin. Elle s'arrête à la taille et présente généralement un col large.
Les hommes continuent à porter des bas et des caleçons. Les jarretières élaborées des Francs sont particulièrement populaires au VIIe siècle. Cette période voit l'augmentation du nombre de chaussures retrouvées dans les tombes. Une tombe à Banstead Downs contenait un squelette mâle portant des bottes en cuir mou remontant jusqu'aux chevilles, avec des œillets pour des lacets en cuir. Des chaussures contemporaines de type similaire ont été découvertes à York.
La ceinture reste un accessoire du costume anglo-saxon durant cette période. Les hommes y suspendent souvent un couteau, conservé dans un fourreau de cuir à partir du début du VIIe siècle. Des bourses en cuir et en tissu apparaissent également à cette époque. Les sculptures de St. Mary Bishophill, à York, montrent qu'il est également possible de suspendre une corne à sa ceinture. Les boucles de ceinture sont généralement simples et de petite taille, bien que des exemples plus travaillés aient été découverts. Plusieurs tombes masculines du Kent ont livré des boucles de grande taille et de forme triangulaire. L'apparition de symboles chrétiens (croix, poisson) sur les boucles témoigne de la christianisation des Anglo-Saxons,.
Peu de broches ont été retrouvés sur les sites archéologiques de cette période, mais les hommes utilisent probablement des fibules ou d'autres sortes d'épingles. Les fibules en forme de disque, comme la broche de Harford Farm, apparaissent au début du VIIe siècle, mais on n'en a retrouvé aucune dans une tombe d'homme. L'or se faisant rare au début du IXe siècle, les broches sont plutôt faites en argent (comme la broche Fuller, la broche Strickland ou la broche d'Ædwen) ou en métaux non précieux. Ce siècle voit également l'apparition d'anneaux aux motifs complexes.
Les gants deviennent un accessoire courant au début du VIIIe siècle, comme en témoigne la sculpture anglo-saxonne. Des gants de qualité ont été retrouvés dans le reste de l'Europe et auraient très bien pu être importés en Angleterre.

### XeetXIesiècles

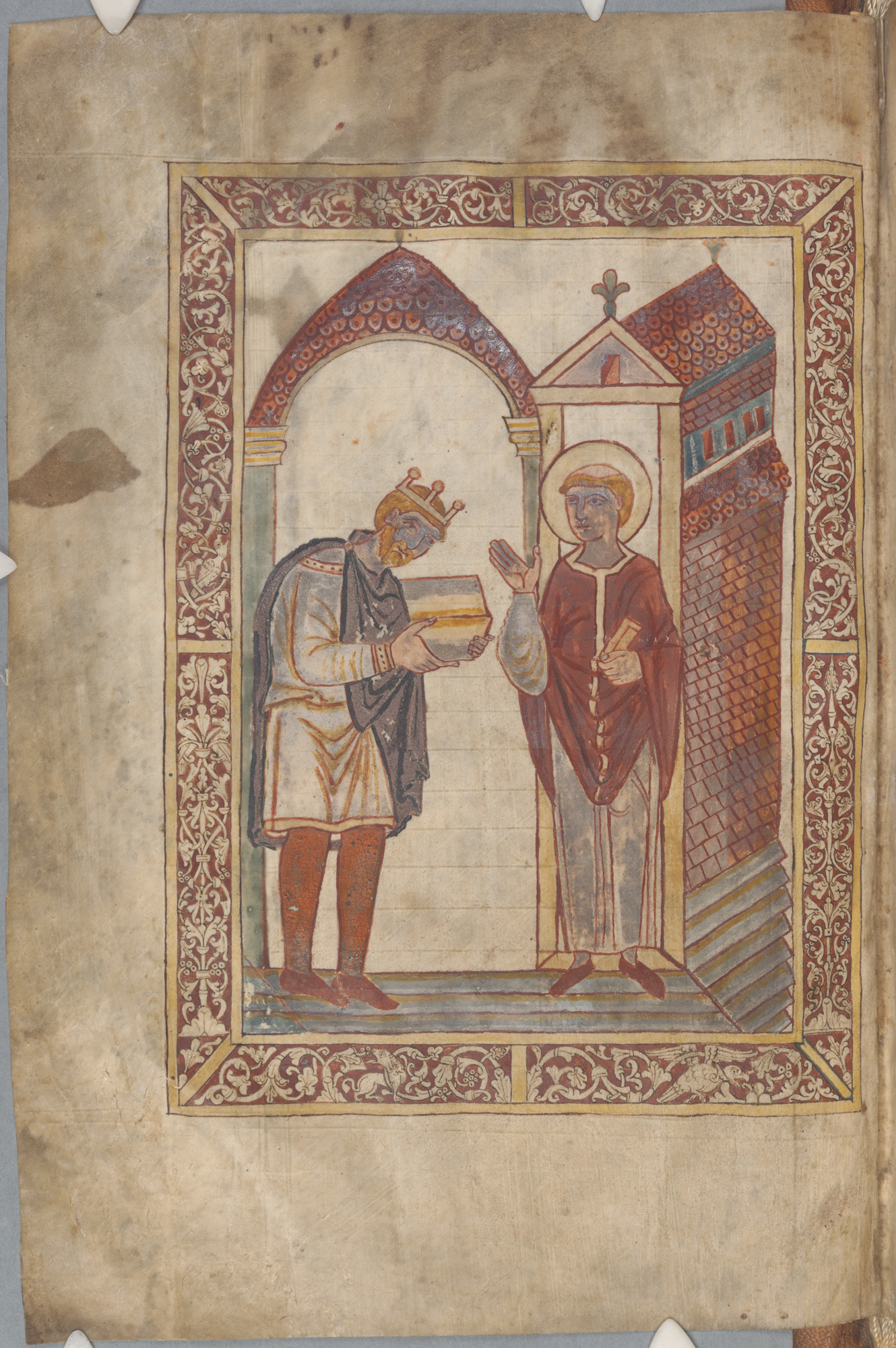
Le roi Æthelstan présente un évangéliaire à Cuthbert de Lindisfarne (enluminure réalisée entre 934 et 939).

Le manteau, qu'il soit court ou long, est porté aussi bien en intérieur qu'en extérieur. Il est de forme rectangulaire ou carrée, attaché à l'aide d'une broche, et il n'est généralement pas ajusté. Sous le manteau, la tunique courte reste l'habit masculin de base. Elle descend ordinairement jusqu'au genou, mais il arrive qu'elle soit plus courte. Elle est toujours serrée à la ceinture. Le tissu est vraisemblablement cousu aux bords, le col étant cousu avec de la ficelle, un ruban ou une bande de tissu. Les manches peuvent être courtes ou longues. Les sous-vêtements, qu'il s'agisse de chemises en lin ou de sortes de chemises de nuit, présentent des décorations plus élaborées.
Les hommes continuent à porter des bas et des caleçons, comme en témoigne par exemple la tapisserie de Bayeux. De nombreuses chaussures ont été découvertes dans les sépultures anglo-saxonnes et vikings à Londres, Winchester et York. Les plus courantes remontent sur la cheville, mais des chaussures plus basses et plus hautes sont aussi attestées. Dans l'art anglo-saxon, les hommes portent typiquement des chaussures noires à semelle plate, avec une bande blanche en haut.

Les couteaux accrochés à la ceinture disparaissent des enluminures durant cette période. Les broches sont généralement rondes, en argent ou en métaux non précieux. Elles figurent souvent sur les représentations artistiques comme moyen d'accrocher un manteau. D'autres formes de broches sont attestées dans les sépultures sans apparaître dans les enluminures. 